# Bostonmassakern
Bostonmassakern betecknar en våldsam händelse i Boston den 5 mars 1770 och var en av de utlösande faktorerna som ledde fram till den amerikanska revolutionen. 

## Bakgrund
1768 förlades brittiska trupper i form av det 29:e infanteriregementet i Boston. Den utökade brittiska truppnärvaron i de amerikanska kolonierna skedde bland annat med syftet att driva igenom Townshend Acts från 1767 som innebar höjda skatter på koloniernas exportvaror. Samuel Adams protestbrev Massachusetts Circular Letter med invändningar mot den nya lagen var en starkt bidragande orsak till att Boston besattes av britterna. Missnöjet vid tiden för Bostonmassakern var stort bland lokalbefolkningen och spänningarna hade ökat ännu mer efter att en "ung grabb omkring elva år" vid namn Christopher Seider hade dödats av en tulltjänsteman den 22 februari tidigare under året.

## Massakern
Under tidig kväll den 5 mars uppstod det gräl mellan den brittiska menige soldaten Hugh White och en ung perukmakarlärling vid namn Edward Gerrish. White stod vakt utanför tullhuset vid Kings Street i Boston (numera State Street). Grälet eskalerade och kapten Preston och ett antal män (enligt det senare åtalet omkring 13) från det 29:e regementet kom till undsättning. Den numera 200-300 man stora folksamlingen uppträdde mer och mer hotfullt och kastade snöbollar och annat på soldaterna.
Menige Hugh Montgomery träffades av en klubba och föll till marken, när han reste sig upp skrek han Damn you, fire, vilket han senare erkände till sin försvarsadvokat. Folksamlingen hetsade soldaterna att lyda uppmaningen och efter en paus sköt man en salva in i folksamlingen vilken omedelbart dödade tre och skadade ytterligare åtta varav två senare dog.
Bland de döda fanns Crispus Attucks, känd som den första martyren i den amerikanska revolutionen.

## Efterspel
För att lugna ner stämningen flyttades trupperna dagen efter massakern till Castle William på Castle Island i Bostons hamn. Den 27 mars 1770 åtalades kapten Preston och åtta män för mord. Efter skickligt försvar av John Adams frikändes kaptenen och sex av männen av en jury, bestående av män från samhällen utanför själva Boston. Två av männen dömdes som skyldiga till dråp.
1772 organiserade Samuel Adams Committees of Correspondence (Korrespondenskommittéer) som var ett slags utrikesdepartement för de 13 kolonier som kom att bilda de ursprungliga Förenta staterna. En ny skattelag Tea Act år 1773 kulminerade i Tebjudningen i Boston samma år vilket blev det verkliga startskottet för den amerikanska revolutionen.